# Casimiro de Abreu, Rio de Janeiro
22°28′51″N 42°12′14″T / 22,48083°N 42,20389°T
Casimiro de Abreu là một đô thị thuộc bang Rio de Janeiro, Brasil. Đô thị này có diện tích 460,843 km², dân số năm 2007 là 26978 người, mật độ 58,5 người/km².
Casimiro de Abreu giáp các đô thị: Cabo Frio, Macaé, Nova Friburgo, Rio Bonito, Rio das Ostras e Silva Jardim. Casimiro de Abreu nằm ở độ cao 17 m, cách thủ phủ bang Rio de Janeiro 127 km.

## Các phường của Casimiro de Abreu
- Casimiro de Abreu (sede)
- Barra de São João
- Professor Souza
- Rio Dourado
- Barra do Sana
- Cascata
- São Romão
- Quartéis